# حمیدآباد (قزوین)
حمیدآباد (قزوین)، روستایی از توابع بخش مرکزی شهرستان قزوین در استان قزوین ایران است.
خاندان محمودی از خاندان های معروف دوره صفوی و مهاجر از آستارا به استان قزوین می باشند.روستای حمید آباد یکی از زیباترین روستا های مناطق شرقی قزوین است . روستا دارای یک قنات آب است ،که مردم روستا بخشی عمده از کشاورزی خود را مدیون به قنات هستند‌. مردم روستا اکثرا دارای فامیلی نوری و محمودی هستند و ریشه در قلب روستا دارند.
آب و هوای بسیار خوب این روستا باعث شده که بسیاری از ساکنین شهرهای دیگر از جمله تهران برای سپری کردن  اوقات فراقت  آخر هفته خود را  در این روستا سپری کنند و از آب و هوای آن لذت ببرند
این روستا دارای سه شهید سرافراز دفاع مقدس می باشد به نام های سردار قاسم نوری -علیرضا نوری - هاشم محمودی 

## جمعیت
این روستا در دهستان اقبال شرقی قرار دارد و براساس سرشماری مرکز آمار ایران در سال ۱۳۸۵، جمعیت آن 1080 نفر (300خانوار) بوده‌است.زبان مردم این روستا ترکی آذری می‌باشد.

فاصله این روستا تا شهر قزوین تنها حدود ده کیلومتر است.